# Viola cinerea
Viola cinerea är en violväxtart som beskrevs av Pierre Edmond Boissier. Viola cinerea ingår i släktet violer, och familjen violväxter.

## Underarter
Arten delas in i följande underarter:
- V. c. erythraea
- V. c. stocksii